# Enemy Mine (Stargate SG-1)
Enemy Mine (Mina enemiga o Enemigo Mío) es el séptimo episodio de la séptima temporada de la serie de televisión de ciencia ficción Stargate SG-1, y el episodio n.º 139 de toda la serie.

## Trama
Un equipo dirigido por el Coronel Edwards, después de 3 meses en P3X-403, encuentra un gran depósito de Naquadah. Sin embargo, entonces un miembro de su equipo desaparece misteriosamente, y SG-1 es enviado a ayudar con la misión de búsqueda y rescate.
Después de estudiar unos viejos artefactos encontrados en el planeta, Daniel concluye que pertenecen a los Unas. En tanto, Teal'c encuentra el cuerpo del soldado desaparecido colocado en una estructura Unas diseñada para advertir a sus enemigos. Después de rescatar el cuerpo, Edwards ordena encontrar a los Unas responsables, pese a la objeción de Daniel.
El enfrentamiento se produce poco después, pero Daniel logra que los Unas se retiren, al hablarles en su propia lengua. Edwards y SG-1 regresan al Comando Stargate a informar lo ocurrido.
Debido a la importancia del Naquadah, el Pentágono desea que Edwards vuelva e inicie ya la extracción en el planeta. No obstante, Daniel logra convencer al General Vidrine, encargado de la producción de BC-303, que le permita, con la ayuda del Unas Chaka, negociar con los Unas nativos. El General acepta, pero advierte que si fallan las negociaciones, permitirá a Edwards utilizar la fuerza contra los Unas.
Ya en el planeta con Chaka, Daniel contacta a los Unas. Pronto descubre que el área donde esta la base minera es para ellos territorio sagrado, ya que allí sus antepasados trabajaban como esclavos para los Goa'uld y también en donde se rebelaron contra ellos. Daniel informa a Edwards sobre esto y le pide que no excave allí, pero este le responde que no se irán a ninguna parte, debido a que acaban de encontrar un depósito de Naquadah de 53.000 toneladas métricas. 
Daniel y Chaka continúan entonces las negociaciones con los Unas, ofreciéndoles alimento por Naquadah. Sin embargo, pronto oyen disparos, y al ir a revisar descubren que soldado mato a un Unas por creer que lo iba atacar; En realidad, el Unas solo iba a recuperar un collar que se la había caído antes. Este incidente provoca la ira de los Unas, quienes comienzan a reunirse. Aunque Edwards dice que pueden contra ellos, pronto descubren que hay miles de Unas, los que además rodean el campamento. El líder de los Unas, sin embargo, les concede una última oportunidad de negociar, y tras varias horas, Daniel logra llegar a un acuerdo. Los Unas trabajaran las minas y darán el Naquadah a la Tierra, mientras el SGC les suministrara alimentos. De esta forma, los Unas podrán vengar a sus antepasados, y se convertirán en aliados en la lucha contra los Goa'uld.

## Artistas invitados
- Michael Rooker como el coronel Edwards.
- Steven Williams como el general Vidrine.
- Alex Zahara como Iron Shirt.
- Kavan Smith como Mayor Lorne.
- Patrick Currie como Chaka.
- Gary Jones como Walter Harriman
- Michael Shore como el teniente Menard.
- Dean Redman como el teniente Woeste.
- Kirk Caouette como el teniente Ritter.
- Sean Tyson como Unas #1
- Wycliff Hartwig como Unas #2